# Памятник Станиславу Косиору (Киев)
Памятник С. В. Косиору — монумент в честь советского партийного и государственного деятеля Станислава Викентьевича Косиора. Был установлен в Киеве в 1970 году перед входом в сквер, на углу улиц Артема (ныне Улица Сечевых Стрельцов) и Глубочицкой.
Авторы — скульптор И. Макогон, архитекторы Е. Вересов, М. Т .Катернога. Общая высота — 5,7 м, бюста — 1,9 м, постамента — 2,6 м, стилобата — 1,2 м.
Первый вариант памятника был открыт в 1970 году: гранитный бюст на постаменте. В 1984 году на том же постаменте установили бронзовый бюст. С. Косиор был изображён в верхней одежде и фуражке. Большая, детально промоделирована голова его слегка повёрнута вбок. Массивные скульптурные объёмы и обобщённая пластика придавали произведению монументальность. Квадратная в основе гранитная глыба постамента суживалась кверху, две его стороны — отшлифованы, две имитировали поверхность рустованного камня. На лицевой стороне были аннотационные надписи накладными бронзовыми буквами: «Выдающемуся деятелю Коммунистической партии и советского государства. Станислав Викентьевич Косиор. 1889—1939». Торжественность композиционного решения памятника усиливалась чёткими геометрическими линиями двухступенчатой основы и лестничными маршами, ведущие к нему.
Ночью 20 ноября 2008 памятник был демонтирован. Бюст был снят, постамент со следами от сбитых букв сохранился.

## Источник
- Киев: Энциклопедический справочник / Под ред. А. В. Кудрицкого — К.: Главная редакция Украинской Советской Энциклопедии, 1982. — С. 287.